# Предкатаклизмическая переменная
Предкатаклизмическая переменная (англ. pre-cataclysmic variable) или двойная после стадии общей оболочки (англ. Post Common Envelope Binary, PCEB) — двойная звезда, состоящая из белого карлика и звезды главной последовательности или коричневого карлика. Звезда или коричневый карлик обладает общей оболочкой с предшественником белого карлика на стадии красного гиганта. В таком сценарии эволюции звезда или коричневый карлик теряют угловой момент по мере обращения внутри оболочки, что приводит к сжатию взаимной орбиты с белым карликом. Двойная продолжит терять угловой момент по мере взаимодействия с магнитным полем и испускания гравитационных волн, вследствие чего со временем возникнет перенос массы между компонентами и двойная превратится в катаклизмическую переменную. Известны тысячи предкатаклизмических звёзд, но среди них всего лишь несколько являются затменными, носящие обозначение ePCEBs. Ещё более редкими являются системы с коричневым карликом в качестве второго компонента. Коричневый карлик с массой менее 20 MJ испарится в течение стадии общей оболочки, поэтому второй компонент должен иметь массу больше 20 MJ.

## Список двойных звёзд на стадии после общей оболочки
| Название        | Период        | Второй компонент                           | Примечание |
| --------------- | ------------- | ------------------------------------------ | --- |
| NN Змеи         | 0,13 суток    | красный карлик                             | затменная двойная                                                                                             |
| K 1-2           | 0,6758 суток  |                                            | планетарная туманность                                                                                        |
| RR Резца        | 7,2 суток     | красный карлик                             | затменная двойная                                                                                             |
| KOI-256         | 1,37865 суток | красный карлик                             | затменная двойная                                                                                             |
| WD 0137−349     | 116 минут     | коричневый карлик                          | первая подтверждённая PCEB с коричневым карликом                                                              |
| WD 0837+185     | 4,2 часа      | коричневый карлик                          | экстремальное отношение масс, главный компонент имеет массу 3.5-3.7 M⊙, второй компонент имеет массу 25-30 MJ |
| SDSS 1557       | 2,27 часа     | коричневый карлик                          | околозвёздный диск вокруг двойной системы, богатый металлами белый карлик                                     |
| SDSS J1205-0242 | 71,2 минуты   | маломассивная звезда или коричневый карлик | наименьший период (по состоянию на 2017 год)                                                                  |
| CSS21055        | 121,73 минуты | коричневый карлик                          | затменная двойная                                                                                             |